# Política de visados de Australia
|  |  |  |
|  |  |  |

La política de visas de Australia trata sobre los requisitos que un ciudadano extranjero que desee ingresar a Australia debe cumplir para obtener una visa, que es un permiso para viajar, entrar y permanecer en el país. Una visa también puede otorgar al titular de la visa otros privilegios, como el derecho a trabajar, estudiar, etc., y puede estar sujeta a condiciones.
Desde 1994, Australia ha mantenido un régimen de visas universal, lo que significa que todo no ciudadano en Australia debe tener una visa, ya sea como resultado de una solicitud o una otorgada automáticamente por ley. Australia no emite visas a la llegada excepto para los ciudadanos de Nueva Zelanda. A partir de 2015, no había intención de proporcionar entrada libre de visa para ningún país.
Los visitantes que posean pasaportes de ciertos países pueden solicitar una visa mediante un proceso abreviado:
- Los ciudadanos de Nueva Zelanda que utilicen un pasaporte de Nueva Zelanda pueden solicitar una Special Category Visa (subclass 444) a su llegada de acuerdo con el Acuerdo de Viaje Trans-Tasmano.[5] No hay formulario de solicitud ni tarifa que pagar.
- Los nacionales de 36 países (los 27 Estados miembros de la Unión Europea, los cuatro Estados miembros de la AELC, el Reino Unido y cuatro microestados europeos)[6] pueden solicitar una visa eVisitor (subclass 651) en línea sin tarifa.
- Los nacionales de 34 países y territorios (más distribuidos globalmente que los países eVisitor) pueden solicitar una Autorización Electrónica de Viaje (subclass 601) utilizando una aplicación móvil mediante el pago de una tarifa nominal.[7]

Según el Reglamento de Migración de 1994, ciertas personas se definen como titulares de una visa válida, sin haber seguido el proceso estándar de visa australiana, incluidos  ciertos visitantes, en su mayoría vinculados a militares y gobiernos extranjeros, elegibles para ingresar bajo la special purpose visa, de acuerdo con una variedad de leyes australianas y acuerdos internacionales.
Los nacionales de todos los demás países deberán solicitar la visa de visitante en línea.
Desde el 1 de septiembre de 2015, Australia dejó de emitir etiquetas de visa en los pasaportes de los titulares de visas, y todas las visas se emiten y registran en una base de datos central. Los registros de visas solo se pueden acceder a través de Visa Entitlement Verification Online (VEVO), un servicio de verificación digital proporcionado por el Departamento de Asuntos Internos.

## Mapa de la política de visas

| Australia Special Category Visa | eVisitor o Autorización Electrónica de Viaje eVisitor | Autorización Electrónica de Viaje Visa de visitante en línea |

## Historia
Los formatos de visa en Australia han cambiado a lo largo de los años. Australia fue posiblemente uno de los primeros países en reemplazar los sellos a base de tinta con etiquetas autoadhesivas más seguras en la década de 1970.
En 1987, el entonces Departamento de Inmigración y Asuntos Étnicos inició un programa que vio la utilización de computadoras para procesar solicitudes de visas de visitantes en las misiones australianas en el extranjero por primera vez.
En 1990, se introdujo una segunda generación del Sistema de Registros e Información de Inmigración (IRIS II) como reemplazo del esquema original de 1987. En ese momento, IRIS II era el sistema de procesamiento de visas más avanzado del mundo, simplificando los procesos de despacho de inmigración en los aeropuertos y permitiendo la emisión de visas en los mostradores de las misiones diplomáticas australianas.
En 1996, se lanzó el sistema de Autorización Electrónica de Viaje (ETA). El sistema permite que las visas se emitan electrónicamente y se vinculen al pasaporte del solicitante, eliminando los formularios de solicitud en papel. Australia fue el primer país del mundo en lanzar visas electrónicas.
Australia dejó oficialmente de emitir pegatinas de visa el 1 de septiembre de 2015, y todas las visas se emiten y registran electrónicamente.
A partir de julio de 2017, se dejó de utilizar las tarjetas de salida. Anteriormente, se requería que los pasajeros completaran declaraciones en papel al salir de Australia. En cambio, la misma información se obtiene ahora automáticamente a través de sistemas electrónicos.
Para fines de 2017, todos los sellos de pasaporte con tinta húmeda habían dejado de ser utilizados como rutina en la línea primaria para llegadas y salidas en mostradores atendidos por personal. La evidencia de sellos de viaje aún puede ser solicitada en un mostrador secundario atendido típicamente inmediatamente después de la línea primaria (incluyendo si ha utilizado SmartGate para el procesamiento automatizado de pasaportes).
Las tarjetas de llegada físicas fueron reemplazadas por una aplicación móvil llamada Declaración Digital de Pasajeros en febrero de 2022. En julio de 2022 se reintrodujeron las tarjetas de papel físicas y se eliminó la aplicación debido a la mala experiencia del usuario y las dificultades que creaba para los viajeros que no podían utilizar un dispositivo electrónico adecuado.

## Autoridad legal
Las reglas de visa están establecidas en la Ley de Migración de 1958 y en las Regulaciones de Migración, las cuales son administradas por el Departamento de Asuntos Internos.

## Exención de visa

### Visa de propósito especial
Una visa de propósito especial es una exención de visa otorgada por ley a ciertos extranjeros en Australia a quienes no se aplican los procedimientos estándar de visa y despacho de inmigración. Exime efectivamente a ciertas personas de los procesos normales para ingresar a Australia. Estos incluyen miembros de la Familia Real y los miembros de la comitiva real, invitados del Gobierno, miembros de las fuerzas SOFA (Acuerdo de Estado de Fuerzas), incluidos los miembros de la componente civil, miembros de las fuerzas de Asia-Pacífico, miembros de las fuerzas de la Commonwealth, dependientes de las fuerzas armadas extranjeras, miembros de las fuerzas navales extranjeras, miembros de la tripulación de posicionamiento de aerolíneas y miembros de la tripulación de aerolíneas, pasajeros en tránsito elegibles, personas que visitan la Isla Macquarie, niños elegibles nacidos en Australia y pescadores tradicionales indonesios que visitan el Territorio de las Islas Ashmore y Cartier.

### Tránsito sin visa
Algunos viajeros no necesitan una visa de Tránsito (subclass 771) si salen de Australia por aire dentro de las 8 horas posteriores a la hora programada de su llegada, tienen una reserva confirmada para continuar el viaje y la documentación necesaria para entrar al país de destino y permanecen en la sala de tránsito de un aeropuerto (es decir, no necesitan pasar por inmigración para volver a facturar su equipaje).
Los titulares de pasaportes de los siguientes países pueden hacer tránsito sin visa:
| - Todos los Estados miembros de Europa \| - Andorra - Argentina - Brunéi - Canadá - Chile - Fiyi - Hong Kong[nota 1] - Islandia - Indonesia - Japón - Kiribati - Liechtenstein - Malasia - Islas Marshall \| - México - Estados Federados de Micronesia - Mónaco - Nauru - Nueva Zelanda - Noruega - Omán - Palaos - Papúa Nueva Guinea - Filipinas - Catar - Samoa - San Marino - Singapur \| - Islas Salomón - Sudáfrica - Corea del Sur - Suiza - Taiwán[nota 2] - Tailandia - Tonga - Tuvalu - Emiratos Árabes Unidos - Reino Unido[nota 3] - Estados Unidos - Uruguay - Vanuatu - Ciudad del Vaticano \| \| | | |  |
| - Andorra - Argentina - Brunéi - Canadá - Chile - Fiyi - Hong Kong - Islandia - Indonesia - Japón - Kiribati - Liechtenstein - Malasia - Islas Marshall | - México - Estados Federados de Micronesia - Mónaco - Nauru - Nueva Zelanda - Noruega - Omán - Palaos - Papúa Nueva Guinea - Filipinas - Catar - Samoa - San Marino - Singapur | - Islas Salomón - Sudáfrica - Corea del Sur - Suiza - Taiwán - Tailandia - Tonga - Tuvalu - Emiratos Árabes Unidos - Reino Unido - Estados Unidos - Uruguay - Vanuatu - Ciudad del Vaticano |  |

- Titulares de pasaportes diplomáticos, excepto los nacionales de Afganistán, Argelia, Angola, Baréin, Comoras, Egipto, Irán, Irak, Jordania, Kuwait, Líbano, Libia, Madagascar, Mauritania, Marruecos, Corea del Norte, Pakistán, Rusia, Arabia Saudita, Sierra Leona, Somalia, Sudán, Siria, Taiwán, Túnez, Yemen, Zimbabue, y Titulares de Pasaportes No Nacionales Árabes (ANNPH).

Se requiere una visa de tránsito para el aeropuerto de Gold Coast, y para el aeropuerto de Cairns y el aeropuerto de Sídney si se queda durante la noche. El tránsito sin visa a través de Adelaida se aplica solo a pasajeros que salen en la misma aeronave a menos que la aerolínea dé aviso previo. Además, aquellos que necesiten salir de la sala de tránsito por cualquier motivo deben tener una visa australiana válida.

### Estrecho de Torres
Los residentes de trece aldeas costeras en Papúa Nueva Guinea tienen permitido ingresar a la 'Zona Protegida' del Estrecho de Torres (parte de Queensland) con fines tradicionales. Esta exención del control de pasaportes es parte de un tratado entre Australia y Papúa Nueva Guinea negociado cuando PNG se independizó de Australia en 1975. La lista completa fue determinada en 2000 e incluye las siguientes 13 aldeas: Bula, Mari, Jarai, Tais, Buji/Ber, Sigabadaru, Mabadauan, Old Mawatta, Ture Ture, Kadawa, Katatai, Parama y Sui. Pueden realizar visitas tradicionales (movimiento libre sin pasaportes) hasta los 10 grados 30 minutos de latitud sur (cerca del Arrecife Number One). Los habitantes tradicionales australianos provienen de las siguientes aldeas: Badu, Boigu, Poruma (Isla Coconut), Erub (Isla Darnley), Dauan, Kubin, St Pauls, Mabuiag, Mer (Isla Murray), Saibai, Ugar (Isla Stephen), Warraber (Isla Sue), Iama (Isla Yam) y Masig (Isla Yorke). Pueden realizar visitas tradicionales a las Aldeas del Tratado de Papúa Nueva Guinea y viajar hacia el norte hasta los 9 grados de latitud sur (justo al norte de Daru). Las embarcaciones de otras partes de Papúa Nueva Guinea y otros países que intentan cruzar a Australia o a las aguas australianas son detenidas por la Australian Border Force (ABF) o la Royal Australian Navy.

## Visa electrónica
Todas las visas australianas son visas electrónicas desde 2015, con detalles almacenados solo en la base de datos de inmigración de Australia. Los detalles de la visa están vinculados electrónicamente a los detalles del pasaporte. Ya no se necesitan etiquetas físicas ni sellos. Casi todas las visas australianas se pueden solicitar en línea.
Los viajeros a corto plazo con ciertos pasaportes se benefician de acuerdos recíprocos de exención de visa con Australia. Estos viajeros aún técnicamente requieren una visa, pero las obtienen a través de un proceso en línea simplificado, cuando permanecen durante 3 meses o menos. Los visitantes elegibles solicitan en línea una Autorización de Viaje Electrónica (ETA) o un eVisitor según su nacionalidad. Los visitantes elegibles para una ETA también pueden solicitar a través de algunas agencias de viajes, líneas aéreas y proveedores de servicios especializados. Muchas solicitudes se otorgan en minutos, mientras que otras requieren una verificación adicional de la información.

### eVisitor (subclass 651)
El eVisitor fue introducido el 27 de octubre de 2008, reemplazando un sistema de eVisa más antiguo, para crear un acuerdo recíproco de viaje de corta estadía para los nacionales de Australia y la Unión Europea, mientras aún se mantiene el sistema de visa universal. El 23 de marzo de 2013, las visas de propósito empresarial y turístico  se fusionaron en una sola solicitud.
El eVisitor se emite de forma gratuita y permite al titular visitar Australia un número ilimitado de veces, hasta 3 meses por visita, en un período de 12 meses para fines turísticos o comerciales. Los solicitantes también deben cumplir con los requisitos de salud y carácter como para otras visas.
Los titulares de pasaportes de los siguientes países pueden solicitar el eVisitor:
| - Todos los Estados miembros de la Unión Europea - Andorra - Islandia - Liechtenstein - Mónaco - Noruega - San Marino - Suiza - Reino Unido - Ciudad del Vaticano |

La tasa de aprobación del eVisitor ha sido consistentemente alta a lo largo de los años, nunca cayendo por debajo del 97,7%. En el segundo trimestre de 2018, las tasas de aprobación más bajas para solicitudes turísticas fueron para los nacionales de Rumania (75%), Bulgaria (84,8%), Letonia (86,8%), Lituania (88,5%) y Croacia (88,9%), mientras que todos los demás países tenían una tasa de aprobación por encima del 95%.
El eVisitor en el último trimestre de 2013 fue otorgado automáticamente al 85,8% de los solicitantes, pero las tasas diferían significativamente entre países. Las tasas más bajas otorgadas automáticamente en el cuarto trimestre fueron para los nacionales de Bulgaria (16,2%), Rumania (18,3%), República Checa (58,6%), Lituania (59,3%), Letonia (62,4%) y Eslovaquia (66,3%), con todos los demás países teniendo una tasa de otorgamiento automático superior al 70%.
En 2014, Bulgaria, Chipre y Rumania notificaron a la Comisión Europea que consideraban que Australia requería una visa para sus nacionales. La notificación fue desestimada en 2015 después de que Australia levantara un requisito de visa de tránsito para búlgaros, chipriotas y rumanos y realizara algunas aclaraciones.
La Comisión Europea dictaminó que el tratamiento de 'autorización automática' del eVisitor no es equivalente a los procedimientos de solicitud de visa Schengen. Las solicitudes para países considerados de alto riesgo, es decir, no ETA, se procesan rutinariamente de forma manual en lugar de a través de una 'autorización automática' y están sujetas a documentos adicionales antes de la llegada, lo cual es típico de una visa adecuada.
El sistema de entrada SmartGate de Australia para el procesamiento automático a través del control de pasaportes solo se puede utilizar para países en la lista de ETA, no por países en la lista de eVisitor.
Según la metodología del HPI (Índice de Pasaportes Henley), la aprobación gubernamental previa al viaje, como el procesamiento manual del eVisitor, no se considera como libre de visa.
En 2018, la Unión Europea planeaba introducir su propia autorización electrónica de viaje, llamada ETIAS, necesaria para los países exentos de visa como Australia.

### Electronic Travel Authority (ETA) (subclass 601)
El desarrollo del sistema ETA comenzó en enero de 1996. Se implementó por primera vez en Singapur de forma experimental el 11 de septiembre de 1996, para titulares de pasaportes de Singapur y EE. UU. que viajaban en Qantas y Singapore Airlines. La implementación de solicitudes en línea comenzó en junio de 2001. El ETA actual entró en vigencia el 23 de marzo de 2013, reemplazando los ETAs antiguos (subclase 976, 977 y 956) al tiempo que ofrece una autorización única para fines turísticos y comerciales.
El ETA permite al titular visitar Australia un número ilimitado de veces, hasta 3 meses por visita, en un período de 12 meses para fines turísticos o comerciales. La solicitud requiere un cargo de servicio de A$20. Los solicitantes también deben cumplir con los requisitos de salud y carácter como para otras visas.
Los titulares de pasaportes de los siguientes países y territorios pueden solicitar un ETA:
| - Brunéi - Canadá - Hong Kong - Japón - Malasia - Singapur - Corea del Sur - Taiwán - Estados Unidos |

Los titulares de pasaportes de ciertos países elegibles para el eVisitor también pueden solicitar un ETA:
| - Andorra - Austria - Bélgica - Dinamarca - Finlandia - Francia - Alemania - Grecia - Islandia - Irlanda - Italia - Liechtenstein - Luxemburgo - Malta - Mónaco - Países Bajos - Noruega - Portugal - San Marino - España - Suecia - Suiza - Reino Unido - Ciudad del Vaticano |

### Online Visitor visa (e600)
Desde noviembre de 2012, no se requieren etiquetas de visa en el pasaporte, pero se emitían a pedido por una tarifa. A partir de septiembre de 2015, ya no es posible obtener una etiqueta de visa y los registros son accesibles solo en línea a través del servicio de Verificación en Línea de Derechos de Visa (VEVO).
El 23 de marzo de 2013, una nueva visa de Visitante (subclase 600) reemplazó la visa de Turista anterior (subclase 676). 
En el cuarto trimestre de 2013, la tasa de concesión automática para solicitudes presentadas electrónicamente fuera de Australia fue del 28.3%. Anteriormente, la tasa oscilaba entre el 20.4% y el 63.2%. 

## Tipos de visa
Hay una amplia gama de visas que pueden solicitarse para una variedad de propósitos, incluyendo:
- Visa de visitante: para personas que necesitan venir a Australia por un corto período con fines turísticos o comerciales. Se emiten por períodos de hasta tres, seis o doce meses. Los ciudadanos chinos elegibles pueden obtener una visa de 10 años a partir de 2017 solo cuando soliciten desde China. Los ciudadanos elegibles de Timor Oriental y todos los países de la ASEAN pueden obtener una visa de 10 años a partir de 2024.
- Visa de tránsito (subclase 771)[nota 8]: para personas que desean hacer escala en Australia por menos de 72 horas y que no califican para el tránsito sin visa o personas que viajan a Australia para unirse a una embarcación como tripulación.
- Visa de tratamiento médico (subclase 602)[nota 9]: para personas que necesitan tratamiento médico o consultas médicas, donar un órgano o apoyar a la persona que está recibiendo tratamiento médico en Australia, pero no para tener tratamiento médico para maternidad subrogada.
- Visa de vacaciones de trabajo (subclase 417)[nota 8]: para personas de 18 a 30 años que están interesadas en tener unas vacaciones extendidas mientras complementan sus fondos con trabajo a corto plazo de hasta 12 meses (con un máximo de 6 meses con un empleador).
- Visa de trabajo y vacaciones (subclase 462)[nota 8]: para personas de 18 a 30 años que están interesadas en tener unas vacaciones extendidas mientras complementan sus fondos con trabajo a corto plazo de hasta 12 meses (con un máximo de 6 meses con un empleador).
- Visa de estudiante (subclase 500)[nota 9]: para personas que desean estudiar a tiempo completo en una institución educativa reconocida.
- Visa de pareja, prometido y familiares: para miembros de la familia (parejas, padres o hijos) de ciudadanos australianos o residentes permanentes o de ciudadanos neozelandeses elegibles. Incluye visas de pareja provisional (subclase 309[nota 8] y subclase 820[nota 9]) y visas de pareja migrante (subclase 100[nota 8] y subclase 801[nota 9]), visa de prometido (subclase 300) y visas de familiares, incluidas visas de hijo, padre, pariente dependiente anciano, pariente remanente y cuidador.
- Visa de residencia permanente: autoriza al residente permanente a permanecer en Australia indefinidamente y a trabajar, así como a muchos otros beneficios como cobertura médica bajo Medicare.
- Visa de retorno de residente (RRV) (subclases 155 y 157): permite a los residentes permanentes actuales y anteriores viajar a otro país y volver a ingresar a la zona de migración australiana como residente permanente. Los RRV permiten al titular volver a entrar en Australia tantas veces como lo desee durante la validez de la visa. Los RRV pueden emitirse con una validez de cinco años o tres meses.
- Visa de categoría especial (subclase 444): emitida en virtud del Acuerdo de Viaje Trans-Tasman a ciudadanos de Nueva Zelanda que presentan un pasaporte válido de Nueva Zelanda y autoriza al titular a entrar en Australia, vivir y trabajar indefinidamente. La visa está sujeta a las siguientes condiciones: no tener condenas penales, no tener tuberculosis no tratada y no haber sido deportado, excluido o expulsado de ningún país. La visa se otorga a la llegada en cualquier puerto australiano, a menos que ya tengan otro tipo de visa australiana.
- Categorías especiales para residentes de la Isla Norfolk: Desde el 1 de julio de 2016, la Isla Norfolk se convirtió en parte de la zona de migración australiana. Todos los permisos de inmigración de la Isla Norfolk ya no son válidos. En cambio, a sus residentes no ciudadanos se les otorgan las siguientes categorías de visa según su estado anterior (excepto para los ciudadanos de Nueva Zelanda que recibieron automáticamente la Visa de Categoría Especial):
  - Visa de retorno de residente provisional (subclase 159): emitida a antiguos titulares de permisos de inmigración de la Isla Norfolk (Permiso de Entrada Temporal (TEP) o Permiso de Entrada General (GEP)). Los titulares de esta visa pueden vivir y trabajar en la Isla Norfolk y vivir en otras partes de Australia solo con fines educativos. Pueden solicitar la visa de confirmación (residencia) después de cumplir con los requisitos de residencia en la Isla Norfolk.
  - Visa de confirmación (residencia) (subclase 808): emitida a antiguos titulares de permisos de inmigración de la Isla Norfolk que tenían un permiso de entrada ilimitado (UEP) o que tenían un TEP o GEP y han cumplido con los requisitos de residencia. Los titulares de este tipo de visa son residentes permanentes australianos y pueden vivir y trabajar en Australia indefinidamente, y pueden salir y entrar libremente en Australia dentro de la validez de la visa (igual que con la visa de retorno de residente). Este tipo de visa reemplazó al UEP y a la Visa de Residente Permanente de la Isla Norfolk (PRNIV) que se otorgaba a los residentes permanentes de la Isla Norfolk en un aeropuerto australiano.
- Visa de ex ciudadano: emitida en virtud de la sección 35 de la Ley de Migración de 1958 a personas cuya ciudadanía australiana ha sido cancelada mientras se encuentran físicamente dentro de la zona de migración australiana. La persona no necesita que se le informe que ha perdido la ciudadanía australiana ni que posee esta visa, que otorga al titular de la visa el derecho de permanecer permanentemente en Australia. Sin embargo, la visa deja de tener efecto cuando la persona abandona Australia, y para volver a ingresar necesita una Visa de Retorno de Residente u otra visa permanente. Al abandonar el país, es posible que no sean conscientes de que tienen esta visa y pueden tener dificultades para regresar.

## Territorios externos

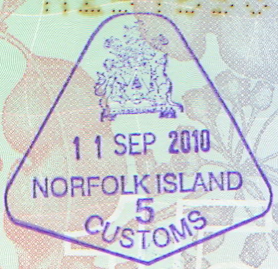
Sello de pasaporte de la Isla Norfolk

- Territorio Antártico Australiano: se debe obtener una autorización ambiental, basada en una evaluación de impacto ambiental (EIA) presentada por el organizador de la actividad. En algunos casos, cuando una actividad se organiza en otro país parte del Tratado y Protocolo, Australia reconocerá una autorización proporcionada por ese país. Además de una autorización ambiental, se requieren permisos para ciertas actividades.
- Isla de Navidad: No se requieren pasaportes y visas al viajar desde el continente australiano. Sin embargo, se debe presentar una identificación fotográfica para el despacho de aduanas e inmigración. Se aplican los procedimientos normales de Aduanas e Inmigración australianas cuando se realiza la entrada desde fuera de Australia.
- Islas Cocos (Keeling): No se requieren pasaportes y visas al viajar desde el continente australiano. Sin embargo, se debe presentar una identificación fotográfica para el despacho de aduanas e inmigración. Se aplican los procedimientos normales de Aduanas e Inmigración australianas cuando se realiza la entrada desde fuera de Australia.
- Islas Heard e Islas McDonald: se requiere un "permiso para entrar y realizar actividades en el Territorio de las Islas Heard e Islas McDonald" y es emitido por la División Antártica Australiana.
- Isla Macquarie: se requiere una autorización por escrito del Director de Parques Nacionales y Vida Silvestre.
- Isla Norfolk: Desde el 1 de julio de 2016, todos los movimientos entre la Isla Norfolk y el continente australiano se consideran como movimientos internos, sin embargo, todos los pasajeros aún deben llevar pasaportes o, para los ciudadanos australianos, algún tipo de identificación fotográfica y pasar por Aduanas e Inmigración. Se aplican los procedimientos normales de Aduanas e Inmigración australianas cuando se realiza la entrada desde fuera de Australia. Los pasajeros que no lleven sus pasaportes no son elegibles para comprar bienes libres de impuestos en la Isla Norfolk.

## SmartGate
SmartGate es un sistema automatizado de procesamiento fronterizo introducido por la Fuerza Fronteriza Australiana y el Servicio de Aduanas de Nueva Zelanda. El SmartGate está disponible para titulares elegibles de pasaportes electrónicos mayores de 16 años emitidos por las siguientes jurisdicciones:
| - Argentina - Austria - Canadá - China - Dinamarca - Francia - Finlandia - Hong Kong | - Irlanda - Italia - Japón - Luxemburgo - Macao - Malasia - Nueva Zelanda - Singapur | - Corea del Sur - Suecia - Suiza - Taiwán - Tailandia - Emiratos Árabes Unidos - Reino Unido - Estados Unidos |  |

## Tarjeta de Viaje de Negocios APEC
Los titulares de pasaportes emitidos por los siguientes países que posean una Tarjeta de Viaje de Negocios APEC (ABTC) que contenga el código "AUS" en el reverso y que sea válida para viajar a Australia pueden ingresar sin visa por viajes de negocios de hasta 90 días.
Las ABTC se emiten a nacionales de:
| - Brunéi - Chile - China - Hong Kong - Indonesia - Japón | - Malasia - México - Nueva Zelanda - Papúa Nueva Guinea - Perú - Filipinas | - Rusia - Singapur - Corea del Sur - Taiwán - Tailandia - Vietnam |  |

## Estadísticas de entradas temporales
El número de entradas temporales y ciudadanos de Nueva Zelanda presentes físicamente en Australia se estima cada tres meses mediante la identificación de aquellos que han ingresado a Australia y aquellos que ni han salido ni han obtenido residencia permanente.
| Detentores de visas temporales                 | 30 de septiembre de 2014 | 30 de septiembre de 2015 | % de cambio | % del total |
| ---------------------------------------------- | ------------------------ | ------------------------ | ----------- | ----------- |
| Visa de Nueva Zelanda (Categoría Especial 444) | 657,210                  | 661,550                  | 0.7         | 35.4        |
| Visa de estudiante                             | 387,800                  | 425,740                  | 9.8         | 22.8        |
| Visa de visitante                              | 226,010                  | 258,910                  | 14.6        | 13.8        |
| Visa temporal para habilidades laborales       | 196,930                  | 186,810                  | -5.1        | 10.0        |
| Visa de vacaciones de trabajo                  | 151,220                  | 144,450                  | -4.5        | 7.7         |
| Visa provisional                               | 94,840                   | 114,390                  | 20.6        | 6.1         |
| Otra visa temporal                             | 47,210                   | 52,190                   | 10.5        | 2.8         |
| Visa temporal de graduado                      | 21,970                   | 25,520                   | 16.2        | 1.4         |
| Total de visas                                 | 1,783,190                | 1,869,550                | 4.8         | 100         |

## Visa de sobrepasaje
Los ciudadanos extranjeros que permanecen en Australia después de que su visa haya expirado se denominan sobrepasados. Las fuentes gubernamentales oficiales sitúan el número de sobrepasados de visa en Australia en aproximadamente 50,000. Este ha sido el número oficial de inmigrantes ilegales durante unos 25 años y se considera bajo. Otras fuentes lo han situado en hasta 100,000, pero no se ha completado ningún estudio detallado para cuantificar este número, que podría ser significativamente más alto.
El gobierno calcula una "Tasa de No Regreso Modificada" de las personas que llegan con una visa de visitante concedida fuera de Australia, pero no se van antes de que expire su visa. Se considera al evaluar las solicitudes de visa como un indicador del cumplimiento de la visa de visitante.
| Nacionalidad                    | 2010–11 | 2011–12 | 2012–13 |
| ------------------------------- | ------- | ------- | ------- |
| Afganistán                      | 18.23   | 19.02   | 8.06    |
| Albania                         | 5.86    | 7.14    | 3.76    |
| Argelia                         | 1.03    | 0.91    | 0.82    |
| Andorra                         | 6.79    | 0.00    | 0.00    |
| Angola                          | 0.00    | 0.00    | 0.00    |
| Antigua y Barbuda               | 0.00    | 0.00    | 0.00    |
| Argentina                       | 0.66    | 0.53    | 0.47    |
| Armenia                         | 3.80    | 1.63    | 4.84    |
| Austria                         | 0.44    | 0.45    | 0.34    |
| Azerbaiyán                      | 0.00    | 0.94    | 0.81    |
| Bahamas                         | 1.82    | 1.47    | 1.96    |
| Baréin                          | 4.95    | 6.19    | 5.23    |
| Bangladés                       | 1.60    | 1.15    | 2.09    |
| Barbados                        | 0.00    | 0.00    | 0.00    |
| Bielorrusia                     | 0.71    | 0.25    | 0.48    |
| Bélgica                         | 0.45    | 0.53    | 0.34    |
| Belice                          | 0.00    | 0.00    | 2.86    |
| Benín                           | 5.88    | 10.53   | 0.00    |
| Bermudas                        | 0.00    | 0.00    | 12.50   |
| Bután                           | 0.76    | 1.50    | 2.42    |
| Bolivia                         | 0.79    | 5.17    | 2.37    |
| Bosnia y Herzegovina            | 0.98    | 0.85    | 1.27    |
| Botsuana                        | 1.48    | 1.53    | 1.32    |
| Brasil                          | 0.91    | 0.65    | 0.87    |
| Británico protegido             | 0.00    | N/A     | 0.00    |
| Brunéi                          | 0.74    | 0.35    | 0.62    |
| Bulgaria                        | 3.73    | 3.97    | 4.61    |
| Burkina Faso                    | 4.18    | 0.00    | 0.00    |
| Burundi                         | 16.67   | 16.13   | 0.00    |
| Camboya                         | 1.95    | 4.95    | 2.03    |
| Camerún                         | 9.47    | 1.89    | 1.30    |
| Canadá                          | 0.88    | 0.92    | 0.66    |
| Cabo Verde                      | 0.00    | 0.00    | 0.00    |
| Islas Caimán                    | 0.00    | 0.00    | N/A     |
| República Centroafricana        | N/A     | 0.00    | 0.00    |
| Chad                            | 0.00    | 0.00    | 0.00    |
| Chile                           | 1.18    | 0.81    | 0.66    |
| China                           | 0.39    | 0.32    | 0.29    |
| Colombia                        | 1.15    | 1.44    | 1.71    |
| Comoras                         | 0.00    | 0.00    | 0.00    |
| Congo                           | 0.00    | 3.28    | 5.26    |
| Costa Rica                      | 1.96    | 0.50    | 0.85    |
| Croacia                         | 0.48    | 0.98    | 2.19    |
| Cuba                            | 3.37    | 4.88    | 2.22    |
| Chipre                          | 1.28    | 2.00    | 2.28    |
| República Checa                 | 0.77    | 0.85    | 0.85    |
| República Democrática del Congo | 2.99    | 5.33    | 7.27    |
| Dinamarca                       | 0.36    | 0.47    | 0.26    |
| Yibuti                          | 0.00    | 16.67   | 0.00    |
| Dominica                        | 0.00    | 0.00    | 0.00    |
| República Dominicana            | 3.85    | 1.30    | 0.85    |
| Timor Oriental                  | 0.59    | 1.53    | 2.76    |
| Ecuador                         | 2.39    | 0.99    | 0.73    |
| Egipto                          | 6.37    | 9.23    | 15.20   |
| El Salvador                     | 6.01    | 3.67    | 1.17    |
| Guinea Ecuatorial               | 0.00    | 0.00    | 0.00    |
| Eritrea                         | 28.89   | 10.51   | 15.91   |
| Estonia                         | 2.66    | 3.89    | 3.87    |
| Etiopía                         | 9.24    | 10.92   | 12.23   |
| Fiyi                            | 2.34    | 2.09    | 1.60    |
| Finlandia                       | 0.40    | 0.52    | 0.36    |
| Francia                         | 0.52    | 0.58    | 0.43    |
| Gabón                           | 0.00    | 0.00    | 0.00    |
| Gambia                          | 0.00    | 0.00    | 0.00    |
| Georgia                         | 4.55    | 15.89   | 10.45   |
| Alemania                        | 0.48    | 0.47    | 0.36    |
| Ghana                           | 3.57    | 3.46    | 4.03    |
| Grecia                          | 3.99    | 8.40    | 7.97    |
| Granada                         | 0.00    | 0.00    | 0.00    |
| Guatemala                       | 1.13    | 1.39    | 4.20    |
| Guinea                          | 0.00    | 2.17    | 9.76    |
| Guinea-Bisáu                    | 0.00    | 0.00    | 0.00    |
| Guyana                          | 4.57    | 3.05    | 4.11    |
| Haití                           | 0.00    | 0.00    | 0.00    |
| Hong Kong                       | 0.57    | 0.72    | 0.65    |
| Honduras                        | 1.62    | 1.82    | 1.45    |
| Hungría                         | 2.09    | 2.42    | 2.50    |
| Islandia                        | 1.72    | 1.23    | 1.61    |
| India                           | 0.84    | 0.90    | 1.02    |
| Indonesia                       | 0.70    | 0.70    | 0.46    |
| Irán                            | 2.85    | 2.65    | 4.39    |
| Iraq                            | 8.79    | 6.46    | 7.60    |
| Irlanda                         | 1.39    | 1.28    | 1.27    |
| Israel                          | 1.02    | 0.70    | 0.41    |
| Italia                          | 0.85    | 1.12    | 1.25    |
| Costa de Marfil                 | 1.96    | 0.00    | 0.00    |
| Jamaica                         | 1.15    | 1.13    | 1.84    |
| Japón                           | 0.19    | 0.23    | 0.16    |
| Jordania                        | 2.45    | 3.65    | 5.44    |
| Kazajistán                      | 1.31    | 0.42    | 0.56    |
| Kenia                           | 0.62    | 1.34    | 1.03    |
| Kiribati                        | 1.97    | 1.60    | 1.50    |
| Kosovo                          | 0.00    | 7.84    | 0.00    |
| Kuwait                          | 0.21    | 0.73    | 0.87    |
| Kirguistán                      | 5.17    | 1.01    | 0.00    |
| Laos                            | 2.15    | 2.66    | 2.48    |
| Letonia                         | 5.14    | 2.65    | 3.61    |
| Líbano                          | 3.13    | 2.84    | 6.62    |
| Lesoto                          | 0.00    | 0.00    | 0.00    |
| Liberia                         | 22.38   | 13.75   | 4.55    |
| Libia                           | 2.60    | 4.35    | 2.56    |
| Liechtenstein                   | 0.00    | 0.00    | 0.00    |
| Lituania                        | 4.34    | 3.45    | 2.99    |
| Luxemburgo                      | 0.33    | 0.38    | 0.17    |
| Macao                           | 1.03    | 1.13    | 0.29    |
| Madagascar                      | 0.00    | 1.72    | 0.00    |
| Malaui                          | 1.14    | 1.04    | 0.00    |
| Malasia                         | 1.05    | 1.58    | 1.01    |
| Maldivas                        | 2.15    | 0.00    | 0.64    |
| Malí                            | 0.00    | 0.00    | 0.00    |
| Malta                           | 2.09    | 1.24    | 1.61    |
| Islas Marshall                  | 3.39    | 0.00    | 0.00    |
| Mauritania                      | 0.00    | 0.00    | 0.00    |
| Mauricio                        | 1.17    | 1.56    | 1.56    |
| México                          | 0.85    | 0.78    | 0.77    |
| Micronesia                      | 0.00    | 7.93    | 1.95    |
| Moldavia                        | 1.15    | 1.05    | 1.01    |
| Mónaco                          | 2.16    | 0.00    | 0.00    |
| Mongolia                        | 2.54    | 1.44    | 3.08    |
| Montenegro                      | 3.09    | 1.03    | 2.27    |
| Marruecos                       | 3.40    | 0.49    | 1.91    |
| Mozambique                      | 0.97    | 1.42    | 0.51    |
| Myanmar                         | 2.62    | 1.54    | 1.60    |
| Namibia                         | 0.71    | 0.59    | 0.00    |
| Nauru                           | 0.97    | 0.68    | 0.55    |
| Nepal                           | 5.26    | 1.24    | 2.32    |
| Países Bajos                    | 0.46    | 0.49    | 0.37    |
| Antillas Neerlandesas           | N/A     | 0.00    | N/A     |
| Nueva Zelanda                   | 0.74    | 1.09    | 0.44    |
| Nicaragua                       | 7.41    | 2.83    | 11.11   |
| Níger                           | 0.00    | 0.00    | 0.00    |
| Nigeria                         | 3.70    | 4.42    | 4.40    |
| Corea del Norte                 | 0.00    | 0.00    | 0.00    |
| Macedonia del Norte             | 1.93    | 1.17    | 2.97    |
| Noruega                         | 0.63    | 0.50    | 0.36    |
| Omán                            | 1.15    | 1.10    | 0.42    |
| Pakistán                        | 3.94    | 4.44    | 4.39    |
| Palaos                          | 0.00    | 9.74    | 0.00    |
| Palestina                       | 10.84   | 4.22    | 13.18   |
| Panamá                          | 1.34    | 0.74    | 0.00    |
| Papúa Nueva Guinea              | 1.31    | 0.86    | 0.82    |
| Paraguay                        | 1.31    | 1.72    | 1.61    |
| Perú                            | 1.59    | 1.80    | 1.15    |
| Filipinas                       | 1.50    | 1.91    | 2.00    |
| Polonia                         | 1.76    | 1.60    | 1.75    |
| Portugal                        | 1.68    | 2.22    | 2.29    |
| Catar                           | 0.52    | 0.36    | 0.17    |
| Rumania                         | 4.03    | 4.01    | 4.77    |
| Rusia                           | 0.47    | 0.61    | 0.48    |
| Ruanda                          | 2.78    | 0.00    | 8.33    |
| Samoa                           | 1.97    | 2.41    | 1.99    |
| San Marino                      | 0.00    | 0.00    | 2.42    |
| Santo Tomé y Príncipe           | N/A     | 0.00    | N/A     |
| Arabia Saudita                  | 4.93    | 5.18    | 5.39    |
| Senegal                         | 2.94    | 0.00    | 2.56    |
| Serbia                          | 1.13    | 1.06    | 1.34    |
| Serbia y Montenegro             | 0.00    | 0.00    | 0.00    |
| Seychelles                      | 1.38    | 1.55    | 1.34    |
| Sierra Leona                    | 0.00    | 5.34    | 4.63    |
| Singapur                        | 0.32    | 0.33    | 0.26    |
| Eslovaquia                      | 0.67    | 1.01    | 0.87    |
| Eslovenia                       | 0.60    | 0.66    | 0.82    |
| Islas Salomón                   | 1.59    | 1.63    | 1.19    |
| Somalia                         | 0.00    | 0.00    | 0.00    |
| Sudáfrica                       | 0.91    | 0.72    | 0.65    |
| Corea del Sur                   | 0.89    | 1.02    | 1.02    |
| España                          | 0.95    | 0.94    | 1.05    |
| Sri Lanka                       | 1.23    | 1.26    | 1.25    |
| Apatridia                       | 5.11    | 4.31    | 5.79    |
| San Cristóbal y Nieves          | 0.00    | 0.00    | 0.00    |
| Santa Lucía                     | 0.00    | 0.00    | 0.00    |
| San Vicente y las Granadinas    | 0.00    | 0.00    | 0.00    |
| Sudán                           | 9.68    | 8.33    | 4.00    |
| Sudán del Sur                   | N/A     | 0.00    | 0.00    |
| Surinam                         | 3.36    | 2.60    | 3.92    |
| Suecia                          | 0.37    | 0.36    | 0.26    |
| Suiza                           | 0.26    | 0.33    | 0.18    |
| Siria                           | 3.08    | 4.00    | 3.69    |
| Tayikistán                      | 4.00    | 1.64    | 2.19    |
| Tanzania                        | 3.10    | 2.92    | 3.22    |
| Tailandia                       | 0.70    | 1.11    | 0.85    |
| Togo                            | 2.99    | 0.00    | 0.00    |
| Tonga                           | 1.53    | 1.33    | 1.42    |
| Trinidad y Tobago               | 1.44    | 1.71    | 2.35    |
| Túnez                           | 1.58    | 0.51    | 0.44    |
| Turquía                         | 1.54    | 1.50    | 1.50    |
| Turkmenistán                    | 2.00    | 0.00    | 0.00    |
| Tuvalu                          | 0.00    | 0.00    | 0.00    |
| Uganda                          | 6.98    | 9.85    | 4.30    |
| Ucrania                         | 1.21    | 1.00    | 0.93    |
| Emiratos Árabes Unidos          | 0.33    | 0.38    | 0.51    |
| Reino Unido                     | 0.34    | 0.39    | 0.29    |
| Estados Unidos                  | 0.32    | 0.31    | 0.20    |
| Uruguay                         | 0.56    | 0.64    | 0.64    |
| Uzbekistán                      | 1.52    | 0.56    | 0.67    |
| Vanuatu                         | 0.76    | 0.91    | 0.80    |
| Santa Sede                      | 2.60    | 0.00    | 0.00    |
| Venezuela                       | 0.71    | 0.66    | 0.65    |
| Vietnam                         | 1.39    | 0.92    | 0.71    |
| Sáhara Occidental               | N/A     | 0.00    | 0.00    |
| Yemen                           | 1.61    | 2.38    | 2.00    |
| Zambia                          | 0.71    | 0.71    | 0.83    |
| Zimbabue                        | 2.52    | 2.39    | 2.05    |

## Aplicación de restricciones de visa
El 1 de junio de 2013, entró en vigor la Ley de Enmienda a la Migración (Reforma de Sanciones para Empleadores) de 2013, que colocó la responsabilidad en las empresas de garantizar que sus empleados mantengan las autorizaciones laborales necesarias en Australia. La nueva legislación permite al Departamento de Inmigración y Protección de Fronteras imponer avisos de infracción contra empresas (A$15,300) y empleadores individuales (A$3,060) sobre una base de responsabilidad estricta, lo que significa que no hay necesidad de demostrar culpa, negligencia o intención.

## Temas de reciprocidad
Si bien los nacionales de todos los Estados miembros de la Unión Europea y los países asociados al Acuerdo Schengen tenían derecho a utilizar el sistema eVisitor desde el 27 de octubre de 2008, la Comisión Europea evaluó si la visa eVisitor satisfacía plenamente los requisitos de reciprocidad. En su Séptimo informe sobre el mantenimiento por parte de ciertos terceros países de requisitos de visa en violación del principio de reciprocidad de 2012, la Comisión Europea encontró que, en principio, el eVisitor proporcionaba un trato igualitario a los nacionales de todos los Estados miembros y países asociados al Acuerdo Schengen. Sin embargo, aunque la tasa de concesión automática promedio era alta (86.36%), los informes trimestrales sobre estadísticas de solicitudes de eVisitor mostraron que las solicitudes de nacionales de algunos Estados miembros se procesaban principalmente de forma manual. Las tasas de concesión automática para Bulgaria y Rumania eran de solo el 18% y el 23%, ya que la mayoría de las solicitudes se enviaban para un examen adicional. La Comisión se comprometió, por lo tanto, a continuar supervisando de cerca el procesamiento de las solicitudes de eVisitor. La Comisión presentaría su evaluación sobre si eVisitor era equivalente al proceso de solicitud de visa Schengen en un documento separado, en paralelo con la evaluación de la Norma Final sobre ESTA. El Área Schengen no tiene requisitos de visa para estadías cortas de ciudadanos australianos. El Reino Unido y la República de Irlanda están exentos de esta política particular de la UE, pero aún no imponen ningún requisito de visa a corto plazo a los australianos.
En 2014, Bulgaria, Chipre y Rumania notificaron a la Comisión Europea que consideraban que la baja tasa de autorizaciones eVisitor concedidas automáticamente para sus nacionales era equivalente a un requisito de visa normal para sus nacionales. Las implicaciones fueron que si la notificación era aceptada, la UE podría suspender la exención de visa para ciertas categorías de ciudadanos australianos y, como muy tarde seis meses después de la publicación del reglamento, la Comisión podría decidir suspender el acceso sin visa para todos los ciudadanos australianos.
Algunos países consideran que el ETA es equivalente a viajar sin visa al decidir si otorgan lo mismo a los australianos que desean ingresar a su territorio. Los Estados Unidos, por ejemplo, ofrecen su Programa de Exención de Visa a los titulares de pasaportes australianos, y una de las condiciones para unirse a este esquema es que "los gobiernos proporcionen viajes recíprocos sin visa para los ciudadanos estadounidenses durante 90 días para turismo o negocios". Sin embargo, desde enero de 2009, Estados Unidos ha requerido un ETA similar, llamado Sistema Electrónico para Autorización de Viaje, a los nacionales de Australia. A partir de diciembre de 1998, Japón también otorgó acceso sin visa a los australianos. Otros países y territorios elegibles para ETA, como Canadá, Hong Kong, Malasia, Singapur, Corea del Sur y Taiwán también otorgan acceso sin visa a los australianos, mientras que Brunéi otorga australianos una visa de 30 días a su llegada.

## Futuro
En 2014, Australia anunció que entre los países discutidos para la extensión de la exención de visa estaban los países del Consejo de Cooperación del Golfo.
En 2022, el recién elegido Primer Ministro de Australia, Anthony Albanese, anunció su intención de incluir a Indonesia como elegible para la Autorización Electrónica de Viaje (subclase 601).

## Galería histórica de sellos

Sellos de visa y pasaporte
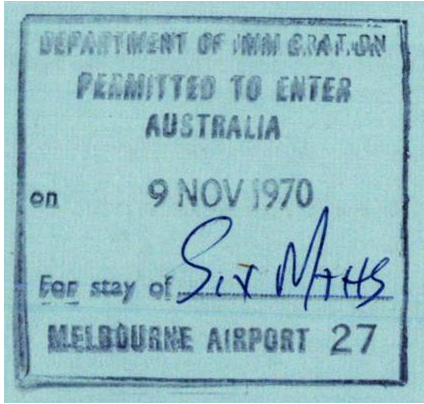
Sello de llegada al Aeropuerto de Melbourne - 1970
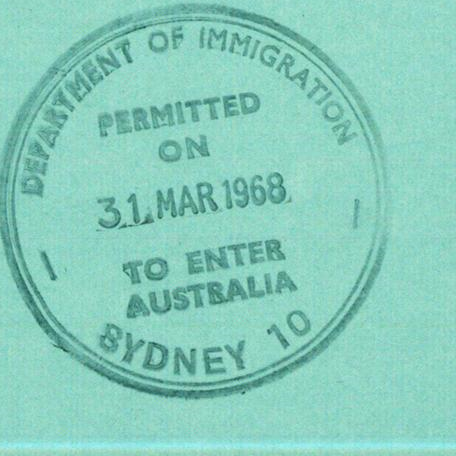
Sello de llegada a Sydney vía barco - 1968
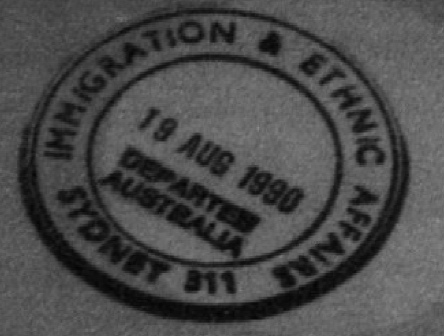
Sello de salida del Aeropuerto de Sydney - 1990
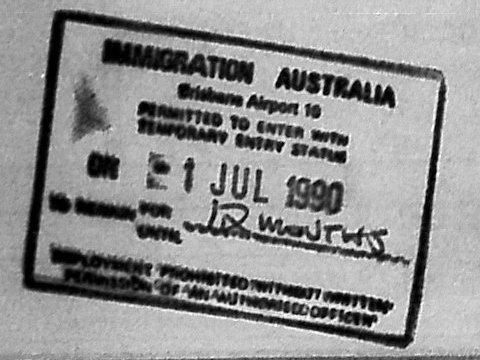
Sello de llegada al Aeropuerto de Brisbane - 1990
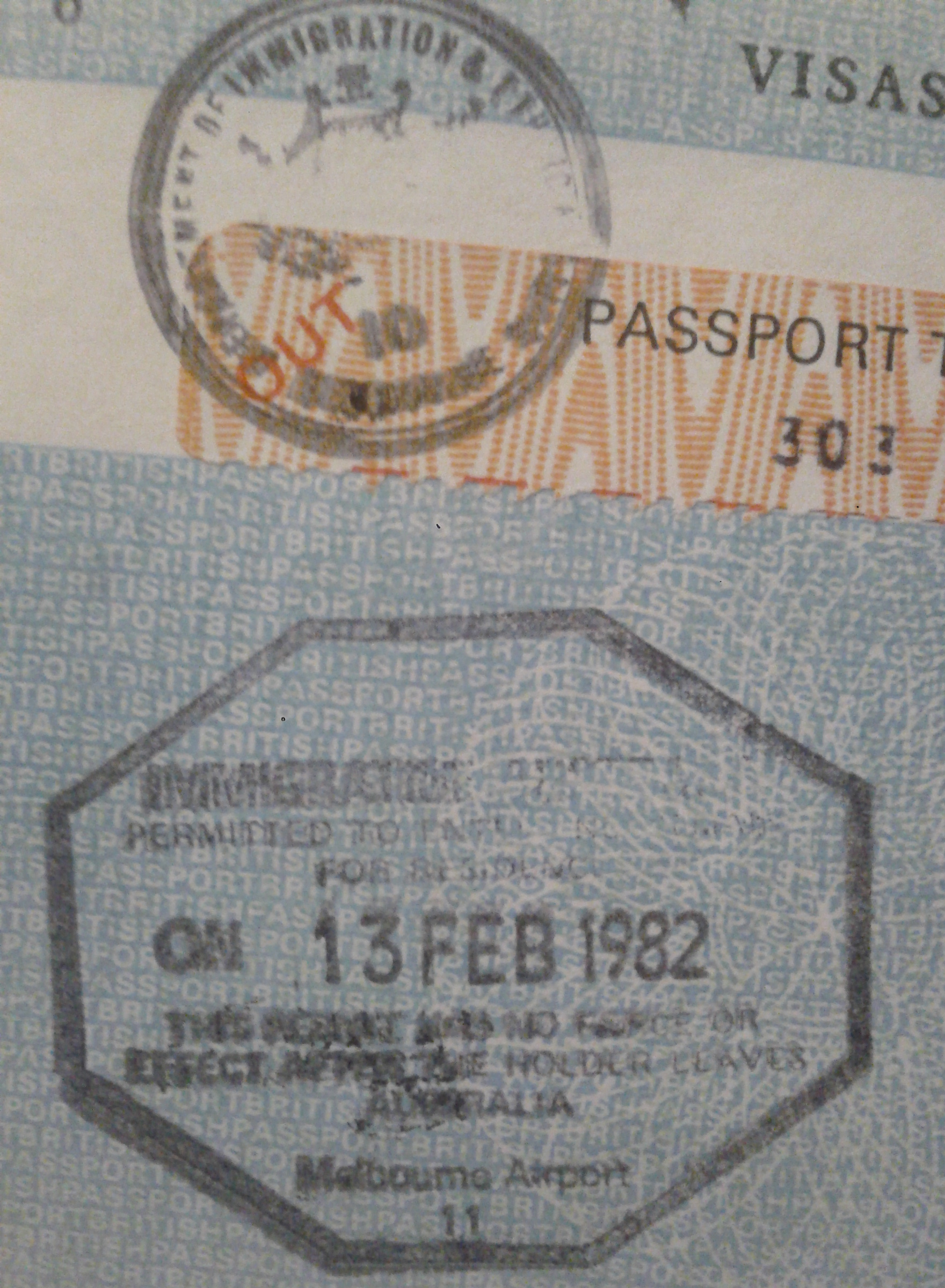
Sellos de llegada al Aeropuerto de Melbourne - 1982
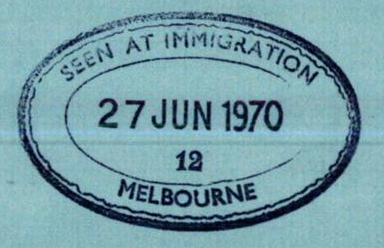
Sello de llegada al Aeropuerto de Melbourne - 1970

## Estadísticas de visitantes
Según los datos del Buró Australiano de Estadísticas [ABS], en 2018-19, hubo aproximadamente 9,3 millones de visitantes internacionales que llegaron a Australia en viajes cortos.
Se entiende por un viaje corto un viaje que tiene una duración menor a 1 año. Según el ABS, el número refleja el total de cruces de fronteras en la duración en lugar del número de personas que viajan a Australia desde el extranjero.
Entre los visitantes internacionales en Australia en 2018-19, el número máximo fueron los ciudadanos chinos. Con más de 1,4 millones de visitantes en todo Australia, China fue el país de origen más grande para los turistas internacionales en la Tierra de Abajo en 2018-19.
La razón principal por la que los viajeros internacionales vienen a Australia es para vacacionar. Alrededor del 47% declaró su motivo como vacaciones.
Cuando están en Australia, los viajeros internacionales pasan un promedio de 11 días en el país. Mientras que los viajeros pasan más tiempo en Australia del Sur [17 días], los que visitaron Queensland se quedaron alrededor de 10 días en promedio.
El número récord de 9,3 millones de visitantes en 2018-19 fue aproximadamente 3,8 millones más que el número de visitantes internacionales hace 10 años, y 272.300 más en comparación con el año anterior.
En general, se ha registrado un aumento en el número de visitantes internacionales a Australia en las últimas décadas.
Las encuestas han revelado que un número significativo de indios que viajaron a Australia por recreación preferían dirigirse a Australia del Sur.
La mayoría de los visitantes que llegan a Australia son de los siguientes países de nacionalidad:
| País/Territorio | 2018      | 2017      | 2016      | 2015      | 2014      | 2013      |
| --------------- | --------- | --------- | --------- | --------- | --------- | --------- |
| China           | 1,432,100 | 1,356,800 | 1,208,300 | 1,023,600 | 839,500   | 708,900   |
| Nueva Zelanda   | 1,384,900 | 1,359,500 | 1,347,400 | 1,309,900 | 1,241,400 | 1,192,800 |
| Estados Unidos  | 789,100   | 780,400   | 716,600   | 609,900   | 553,000   | 501,100   |
| Reino Unido     | 733,400   | 733,000   | 715,700   | 688,400   | 652,100   | 657,600   |
| Japón           | 469,200   | 434,700   | 417,900   | 335,500   | 326,500   | 324,400   |
| Singapur        | 447,800   | 432,900   | 429,700   | 395,800   | 372,100   | 339,800   |
| Malasia         | 401,100   | 396,800   | 390,000   | 338,800   | 324,500   | 278,100   |
| India           | 357,700   | 302,700   | 262,300   | 233,100   | 196,600   | 168,600   |
| Hong Kong       | 308,700   | 281,200   | 247,900   | 219,700   | 201,600   | 183,500   |
| Corea del Sur   | 288,000   | 302,200   | 280,100   | 230,100   | 204,100   | 197,500   |
| Total           | 9,245,800 | 8,815,300 | 8,269,200 | 7,428.600 | 6,868.000 | 6,382.300 |

## Somalia
Se niega la entrada y el tránsito a los nacionales de Somalia que utilicen documentos de viaje somalíes. Los nacionales de Somalia deben utilizar otros documentos para ingresar.